# ギャンブルフィッシュ
『ギャンブルフィッシュ』 (GAMBLE FISH) は、原作：青山広美、漫画：山根和俊による日本の漫画作品。『週刊少年チャンピオン』（秋田書店）で2007年10号から2010年33号まで連載された。
タイトルの通り、ギャンブルを題材としている。実在・オリジナルを問わず、幅広い種類のギャンブルやゲームが取り上げられると同時にお色気やアクションが盛り込まれている。話数の単位は「Fight.-」（最終回は「Last Fight」）。

## あらすじ
名門校・獅子堂学園に転校してきた、中学生ギャンブラー・白鷺杜夢。彼は、研ぎ澄まされた頭脳と度胸により、転校初日から上級生たちを手玉にとり、この名門校で「ギャンブル1戦ごとに掛け金を倍々にする」ことによって、100円を100億円に変えると宣言する。大胆不敵な白鷺の挑戦を受け、狂人ギャンブラー教師 阿鼻谷の送りこむエリート生徒達との、金と誇りと命を賭けた熾烈なギャンブル勝負が繰り広げられることになる。
学園内での生徒達と、ブラックジャック、ビリヤード、ダイス、サバイバルゲーム…などの命知らずなギャンブルを勝ち抜いた白鷺は、自分の真の目的は100億円などではなく、行方不明の父親の捜索と、家宝「双鷺」を取り戻すことだと告白する。そして、舞台はマカオで開かれる「OB懇親会」に移り、さらなるエクストリームな戦いの火蓋が切られる。

## 登場人物

### 白鷺家
戦国時代に武将の交渉役などを任されていた家柄。白鷺家は勢力が弱まりつつあった江戸時代に敵対勢力によって謀反の疑いをかけられ主要人物は切腹。その後、大正時代に、主人公・杜夢の曾祖父が獅子堂家との賭けに敗北したため、家宝の鍔「双鷺（ふたつさぎ）」を奪われ、残った家族は身分を隠して細々と生活していた。
白鷺 杜夢（しらさぎ とむ）
本編の主人公。メガネをかけたハーフのような端正な顔立ちの少年。物語開始時点で14歳（10月生）の中学2年生。一人称は「ボク」。
神戸から獅子堂学園へ転入。一見すると人畜無害で爽やかだが、実のところは心理的テクニックに非常に秀でた策略家。
幼少より離島で母親と2人で暮らし、母から世界中のゲームの必勝法や勝負事の厳しさを叩き込まれた。父、夢一郎が消息を絶った際に、平凡な人生を捨てギャンブラーとして生きる道を選ぶ。
勝負のためには自身が傷付くことさえ厭わない強固な意志の持ち主だが、自分以外の者の命を賭けないというポリシーを持つ（劇中では勝利の伏線とはいえ、自らの意思で人差し指切断、鼓膜貫通といったかなり過激なダメージも被っており、最強の敵である阿鼻谷に勝つためにあえて電気椅子で高圧電流をかけられている）。
しかし、ビクトリー・フラッグ編では天狗の乱入で大勢の負傷者が出ることを予測出来る状況でも、勝算が生じたことやエミリーとの最後の絆等に執着してゲームを降りることを拒んだり、天狗との対決や五木島との共同作戦では天狗や五木島が死亡しかねない作戦を使用したりする等、先述のころと重ねると青さが残っている。
同年代相手には精神的優位に立ってきたが、年長者や経験で上回る真の強者ばかりが登場する最終章OB懇親会編では後手に回ることが多かった。ただ、若さゆえの経験不足は十分に自覚した上で勝負には臨んでいる。
勝負事にはシビアな一方で友情には厚く、水原を侮辱した十文字に勝負を挑み打ち負かす等、根は義理堅い。
美少女には美辞麗句を惜しまず、紳士的かつ挑発的な態度でアプローチをかけるので気障な印象が強いが、徹底的なフェミニストでありたとえ敵だとしても必要以上に傷つけることを潔しとせず、逆に自らの命を懸けてトラウマから解放していく情熱と気高さと勇気ゆえに、後述する美少女たちから命懸けの愛情を寄せられている。
白鷺 夢一郎（しらさぎ ゆめいちろう）
杜夢の父親。杜夢が10歳のころに白鷺家の全容を伝え、一族の復興と自らのプライドのために獅子堂グループに挑むも阿鼻谷に敗れて幽閉される。さらに詐欺事件の濡れ衣も着せられて、指名手配されていた。
マカオに住む周王銘（後述）と面識があり、自分が阿鼻谷に敗れた時のために周に杜夢への伝言を頼んでいた。
ダイス三番勝負の事前取り決めの通り、檻の中で意識の無いまま杜夢と再会するが、阿鼻谷によって再び幽閉の身に戻される。しかしこの再会から半年後のOB懇親会にて、周が杜夢宛に書いた手紙には彼は2年前に阿鼻谷に敗れ死んだと書かれていた。阿鼻谷の話によると、天使と悪魔（エンジェル・アンド・デビル）での勝負では杜夢が更新するまでは最高記録であった5ターンの間持ちこたえていたもののバーストしてしまい、その自分の手札を呆然と見つめながら直後に電気椅子にかけられ死亡したらしく、学園長も大勢の観客たちが見ていたから間違いないと言っており、阿鼻谷が杜夢に見せたのは剥製であるとも言っている。このように既に死亡したかのように作中では何度も描かれていたが、最終話で夢一郎らしき人物が新天地へ旅立つ杜夢を見送っており、真相は不明のままとなっている。

### 獅子堂家
絹の貿易で財を成し、大正時代に獅子堂学園を創設。白鷺家の家宝「双鷺」を入手した後、繁栄する。拉致監禁に相当する阿鼻谷ゼミの容認や、OB懇親会で息が掛かっている者同士とは言え死者が出かねないギャンブルを大勢の人前で披露出来ることから、相当に影響力の強いことがうかがえる。
獅子堂 美華 （ししどう みか）
学園長の孫娘であり、才色兼備でスポーツ万能と全てに恵まれた“獅子堂の薔薇”。口癖は「お待ちなさいッ!!!」。杜夢と関わる時は、何故か言葉を卑猥な方向へと解釈することが多く彼によくからかわれている。物語開始時点で中学3年生。全国優勝に輝いたテニス部の部長で、全生徒の中で彼女だけがピンク色の制服を着用している。中等部卒業後は高校へは進学せず、飛び級でフランスのソルボンヌ大学へ進学予定。
中学生離れした外見・雰囲気をもち親衛隊が存在する程の人気を誇る。また高飛車ではあるが、親友の里緒（後述）が阿鼻谷に絡まれた時には助けに入ったり、銃を杜夢に突きつけたエミリーに敢然と立ち向かったりするなど、根は人を思いやれる性格である。
物語序盤から杜夢の自分に対する無礼な振る舞い、賭けのトリックに利用されたこと等から彼に敵愾心を燃やすこととなる。また杜夢の父が親友・朝比奈里緒の仇敵であった（これは誤解であり、詳しくはフェイスマンの項を参照）ため、ビリヤード勝負を持ちかけるも、この勝負以降は少しずつ態度が軟化していき、エミリー登場後は徐々に杜夢に惹かれていくも決してそれを認めようとしないツンデレ的描写が強調されてゆく。
ビクトリー・フラッグ編では杜夢の話術に乗せられチームに加入、ゲーム中は杜夢と行動を共にし、2人で力を合わせ幾多の危機を乗り越えた。最終章からは立場上、杜夢の敵となるために一時決別、中立の立場を取るもなお杜夢に惹かれていた。
OB懇親会では、エクスタシー・ジャックではピアノ演奏を担当するが、その際飛び込んできたヨガリウオにより失神。その後の10ポイント・ポーカーでの女体デッキにされ水原に弄ばれた。その後、天使と悪魔（エンジェル・アンド・デビル）では、杜夢の生死に直接関わりかねないディーラーを務めることになる。そして死地に赴く彼に純白のタキシードを送り、涙ながらに愛を告白（　だがその耳には届かなかった　）その最後の戦いを間近で見守る。
獅子堂 勇（ししどう いさむ）
美華の曽祖父で獅子堂学園の学園長。95歳の高齢ながら、その威圧感は阿鼻谷に勝るとも劣らない。マフィアのギャンブルの一件がきっかけで阿鼻谷を配下に入れるが、初対面以降の詳細は不明。ただしお互いに腹の内を探り合ったり、OB懇親会に際して阿鼻谷を破り得る挑戦者を認めたりするなど、微妙な関係を築いている。
ビクトリー・フラッグ編では孫娘である美華が危険な目に遭うのを容認し、OB懇親会では参加者以外にも死者が出る可能性のあるギャンブルを考案する等、自分の享楽のためなら他者がどうなろうと意に介さない。事前に想定していなかった危険な状況に際しては常識や正論よりも「面白いかどうか」のみを考慮しゲームを強行する。
OB懇親会決着後、普通の老人に戻ってしまい、美華に「まるで阿鼻谷というエネルギーを失ってしまったかの如く」と言われるほど精神や体力も急激に衰えてしまった。杜夢との約束通りOB懇親会は廃止し、獅子堂グループの運営からも身を引き慈善団体を設立。獅子堂・白鷺両家の和解の証として双鷺を杜夢に返却した。杜夢曰く、彼もまた阿鼻谷によって人生をくるわされた犠牲者の1人。
獅子堂 菊江（ししどう きくえ）
美華の祖母で勇の娘。故人。若いころの容姿は美華と瓜二つ。遭難した際に自分を助けてくれたマタギと恋に落ちるが、周囲の反対でその仲を引き裂かれる。マタギが薬物実験およびその失敗で殺されることになった際、直前に森へ逃がし、その際に彼の身を守るため自らの写真をはめ込んだ家宝「水晶の獅子」を託した。
獅子堂 重吉（ししどう じゅうきち）
大正時代に獅子堂学園を創設。

### 獅子堂学園
水原 和輝（みずはら かずき）
クラス委員長で、杜夢の同級生かつルームメイト。メガネをかけた小柄（初期は杜夢とはそれほど差が無かったが、徐々により小さくデフォルメされていった）な少年。髪型のマッシュルームカットにちなんで、杜夢以外のあらゆる登場人物から「キノコ」と呼ばれている。フルネームが明らかになったのは第40話目で、友人の杜夢を含め彼のフルネームを覚えている生徒はいなかった模様。
団体戦のメンバーに加わろうとはしないなど保身に走る傾向もあるが、真面目で優しい性格。明確に協力する理由は無かったものの最初から杜夢に協力的で、彼のイカサマへの協力や情報の提供、極秘の作戦を任される等、杜夢からの信頼も厚く相当に深い友情を結んでいる。
将来の目標は「官僚となった後、天下りして豪邸でメイドを雇って優雅に暮らす」こと。
序盤こそ杜夢のサポートという立場に徹していたが、阿鼻谷ゼミ編では不本意ながら中堅として宵鮫ヨシヲと対決。勝ち目の全く見えない状況ながら、勝負の鬼となって恥を忍んでの土下座（この時「キノコの鳴き声」を強要させられる）、開き直って勝負に出る集中力と気合い、杜夢の与えたヒントに気付く頭の回転など、勝負師としての秘められた才覚を見せた上で辛くも勝利した。
ダイススタッキングを初めてで3段まで積む、飛行船の操縦をぶっつけ本番でこなすなど、多才な面を持つ。脱衣ポーカーをやっていただけあってカードのカウンティング能力にも長けているが、自分の安否や脱衣が絡まないとその精度は落ちる。
また超が付くスケベな裏の面があり、ネットの脱衣ポーカーサイトではカイザー水原と謳われる凄腕。OB懇親会予選では杜夢の代打ちとして大活躍。十文字との8億円を賭けてのポーカー勝負にこそ敗れるが、善戦したことは周囲からも大いに評価されている。杜夢も自分の代打ちを進んで務めてくれたことを強く感謝し、敵討ちのため十文字に倍プッシュを挑んだ。結果的に十文字のイカサマを暴くヒントを与えた上で杜夢に10億を超えるギャンブルの場を提供したことになる。
オマハと阿鼻谷の勝負では、その脱衣に対する執念に目をつけられディーラーを任される。園長命令という名目で、周囲の冷たい視線にも構わず、プレイヤーが命のやり取りをする横で、自らの欲望の赴くままディーラー役を嬉々としてこなしていた。
樹村 菜摘（きむら なつみ）
杜夢に憧れる女生徒。物語開始時点で中学1年生。ツインテールヘアが特徴。獅子堂学園のマスコットアイドルで、学園内にファンもいる。
杜夢のマネージャーを志願し、物語初期から杜夢陣営のツッコミ役（主に水原に対する）となる。杜夢の気を引きたいがために月夜野に当て馬として利用されてしまうが、行動を共にするようになってからは互いに「由佳」、「菜っちゃん」と呼び合う良き友人関係が生まれた。
阿鼻谷ゼミとの闘いでは戦力外通告を受けて杜夢と揉めてしまうものの、月夜野の戦線離脱によるピンチには颯爽と駆けつけ、圧倒的不利な条件での蛭子戦「素数ダイス」で蛭子を後一歩という所まで追い詰めている。
この作品の主要人物では珍しいこれといった能力は持たない一般人であるが、柔軟な思考の持ち主で、いざというときの発想力には一目を置く部分がある。ただし、感情的な性格ゆえに相手の挑発に乗って目前で勝利を手放すことが多い。
なお青山が最終巻で書き下ろした10年後の設定のおまけ漫画では、意外な相手と結婚している。
月夜野 由佳（つきよの ゆか）
天才的な技術を持つマジシャン。マジックを心から愛しており、マジックを侮辱する者を何よりも憎む。
幼いころから父親や兄と共にマジックに励んでいたが、優秀だった兄が由佳の身代わりになり事故死、父親もマジシャンの活動で渡米することになったため、全寮制の獅子堂学園に入学する。
髪型はショートカット。ハート柄の衣服・小物を好む傾向があり、パーティーにはミニのチャイナドレスを着用するのが定番である。料理が得意。
ブラックジャックでの対決後、杜夢に惚れてしまい、以降は彼に協力する側となりストレートに好意や嫉妬を表すようになる。しかし、蛭子に牛用下剤を盛られ脱糞させられたり、抱きついた杜夢に嘔吐をぶちまけたり、要所要所で脱衣を強要されたりするなど、どこか最後で格好がつかなくなる三枚目に落ち着いてしまう。
それでもOB懇親会編では、「ミートパイ・ルーレット」で死の危険性がある人質役を自ら志願し、心が折れそうになった杜夢を励まし、結果彼を勝利に導いている。他にも最終戦の天使と悪魔（エンジェル・アンド・デビル）で、2000Vの電圧により大きなダメージを負いながらも最後の勝負に賭ける杜夢に、人目を憚らず涙ながらに告白するなど、なかなかいじらしい活躍も見せてくれている。
阿鼻谷 零侍（あびだに れいじ）
獅子堂学園の寮監で、危険な性格のサディスト。悪魔のような人間離れした面相をしているスキンヘッドの男で、鍛え上げられた逞しい体つきをしている。「アビィ!!」という独特の叫び声から、アヴィというあだ名をつけられている。年齢は作中の設定から50代と思われる。
「阿鼻谷ゼミ」と呼ばれる規律を乱した生徒達の集団を統率しており、アメリカの軍需産業の財閥とも血縁を結んでいる。月夜野やゼミ生、果ては軍需産業財閥のお嬢様であるエミリーまでも杜夢の対戦相手として差し向けているが、その目的などは一切不明である。その風貌のため、以前から生徒達には好かれていなかったが、杜夢が転校してからその本性を露にするようになり、教室に入るだけで生徒達が逃げ出すようになっている。
杜夢のギャンブルでは立会人あるいは見学者として傍観しており、基本的にイカサマなどに気付いても、ゲーム終了まで口出しはせず、花咲との対決でも中立だったので杜夢のイカサマを黙認している。しかし、杜夢が仕掛けをした程度は暗に伝え、そこから先はプレイヤーの頭脳や力量に任せている。自分を慕っていたエミリーを利用することも厭わず、阿鼻谷ゼミに属する面々も敗北して弱さや限界が見えるや、何のためらいも無くゼミから放り出す一面を有する（その中には自分を強く慕う宵鮫ヨシヲも含まれる）。しかし、モーリーのみは特別だったらしく、大衆の前ではジャスミンを貶しながら、1人になるやモーリーへの別れの言葉と血涙を零し、彼女を失うきっかけとなった杜夢の抹殺を誓っていた。
プリンストン大学出身で、かつては独自の計算理論「アビタニの数式」を用いて現在でも解かれていないリーマン予想を解明した程の天才数学者だった。しかし自らの才能や生き方に疑問を持っていた時にマフィアの人間から接触され、死者が当たり前のように出る非合法ギャンブル場へと案内される。そこで獅子堂勇と勝率小数点未満のギャンブルで戦い敗れるが、電気椅子で高圧電流を流されている最中にニューヨーク大停電が発生。電流で体が焼け爛れ、悪魔のような外見となるが、一命を取り留める。これをきっかけにそれまでのナイーブな性格からサディスティックな性格へと変貌し、表舞台から姿を消し、いつしか彼を絶賛していた数学界からも忘れ去られていった。ドーン家の執事であるジョシュアとは旧知の仲。
普段は衣服や手袋で隠しているが、その体には完成した「アビタニの数式」が暗号化されて全身に細かく彫り込まれている。
OB懇親会では毎回優勝しており、ディフェンディングチャンピオンとして君臨している。しかし、決勝戦の「天使と悪魔（エンジェル・アンド・デビル）」の杜夢との試合で悪魔カードを引いてしまい敗北、自ら志願して最大電圧での電気椅子にかかり消滅するが、同時に突然の大地震により会場が崩壊。遺体は発見されず、生死・所在は不明となるが、杜夢は阿鼻谷の生存を確信している。

### 序章編
青戸（あおと）
獅子堂学園の風紀委員長。中学3年生。自称・完璧主義者。
杜夢と「真実と嘘」のゲームで対決、完璧を期した作戦で臨んだが、それを逆手に取られて敗北する。そのために寮の反省室に送られ、さらに阿鼻谷ゼミで監禁される。
OB懇親会で、杜夢が決勝進出を決めた際には激励に訪れ、その際に杜夢とは快く握手を交わした。
貝塚（かいづか）
獅子堂学園の寮長。卓球の全国大会優勝の経験を持ち、その動体視力は100万人に1人とも言われるほど。青戸の親友。
杜夢と「トゥーアップ」のゲームで対決、動体視力でコインの裏表を当てていくも、杜夢の心理戦に屈して敗北する。そのために青戸ともども寮の反省室に送られ、さらに阿鼻谷ゼミで監禁される。
OB懇親会編で、共に阿鼻谷ゼミを脱出した青戸と一緒に再登場している。

### ブラックジャック編
月夜野 由起夫（つきよの ゆきお）
由佳の兄。マジックの天才少年。銀座で妹の由佳をかばって、交通事故死する。
月夜野（つきよの）
由佳と由起夫の父でマジシャン。妻とは死別。銀座の一流ホールでの公演が決まった矢先、由起夫が事故死。その後、アメリカでのツアー公演が決まり、由佳を残して旅立つ。

### ビリヤード編
朝比奈 里緒（あさひな りお）
獅子堂美華の親友。撞球部主将で、日本女子オープン連覇・世界Jrチャンピオンの実力者。スポーツ特待生のエリート。ビリヤードで杜夢と対決する。
ウェーブのかかったポニーテールで、ナインボール型の髪留めを着用。父親より託されたエイトボールをお守りに持つ。
実家は老舗旅館だったが食中毒事件のために経営の危機に陥った際に、暴力団に騙され財産を失い倒産、それによる心労で父親も病死した。この一件に白鷺夢一郎が関わっていると考え杜夢を敵視していたが、試合後に和解しビリヤードの腕を磨くため台湾に旅立った。
後に杜夢がOB懇親会のギャンブルに参加する際に開催地のマカオで再会し、阿鼻谷と戦うために予選に挑んだ杜夢に協力する。OB懇親会編での口癖は「私はマカオにビリヤードをしに来ただけなのに」。チェンジ麻雀では、他の女性陣たちと共に杜夢に対するペナルティとして守護天使役での参加を強要される。チェンジ麻雀の試合中に、乗っていたバルーンをモーリーに割られ針山上に宙吊りとなり、試合終了後に力尽きて針山の上に転落するが、周の捨て身の救助によって一命を取り留めた。
五木島 薫（ごきじま かおる）
「ゴキブリの五木島」と呼ばれるハスラー（賭けを行うビリヤードプレイヤー）。「ゴキブリスペシャル」というテクニックの他、圧縮空気を仕込んで超パワーショットが打てるようにしたキューや特製のラックスポットシール（台上に張り付けてラックを組む際の目印に使うシールで、正式な物に比べ微妙に配置具合をずらしてあり、ブレイクショットの際にブレイクナインしやすくなるよう調整されている）などの仕込みも使用する。また、麻雀打ちとしての顔も持ち、非常にえぐいがかなり高等な技術を要するイカサマを使う。
杜夢との勝負に負け、法外な報酬目当てに朝比奈とのビリヤード勝負における協力者となる。金にしか執着心がないため、終盤で杜夢が敗色濃厚となった時には即座に見限ったが、杜夢に流れが傾くなり戻ってくる現金さを見せる。しかし結局は杜夢達にはめられ、報酬も受け取れずに逃走することになる。
後に阿鼻谷と麻雀勝負をするが敗北し、杜夢と夢一郎の再会をかけたゲームの際に人質として利用されるが、杜夢が五木島＝他人の命を賭けることを拒絶しゲームを辞退したため助かった（ただしこれは阿鼻谷の策略であり、実際には五木島が死ぬ危険性はなかった）。
ビクトリー・フラッグ編では100万ドルの賞金目当てで杜夢のチームに参加。グリーンベレーの猛追や天狗の暴走で戦況が荒れる中、当事者である杜夢とエミリーを除いて最後まで生き残り、エミリーの「夜明けの虹」を受けた際も賞金に対する執念で催眠能力をはねのける程の金への執着を見せた（その胆力を本人は「欲望の虹」と称した）。最後はエミリーの蹴りを食らった上に高台から転落し、阿鼻谷の起こした雪崩に巻き込まれる。その後、天狗に助けられ意気投合したことが、単行本10巻巻末の書き下ろしページにて明かされている。
最終章のマカオ編では杜夢からの協力費を目当てにマカオに渡り、ホテルのルームサービス係に変装して潜り込んだ際に杜夢達と再会。100万香港ドルと引き換えにOB懇親会の情報を杜夢に提供するがその報酬額に不満を覚え、獅子堂家の金庫を狙いコソ泥に入る。しかし学園長に捕まり、警察に突き出さない代わりにロメロと竜島の勝負の協力者（ほぼ大道具扱い）として参加させられることとなる。ポジションの関係で2人より早く答えに気付きながら、命懸けの状況下で白を切り通した金への執着心にロメロと竜島も思わず負けを認める言葉を漏らしていた。
阿鼻谷の情報によるとバツイチで息子が1人いる。また、阿鼻谷の人質にされた際に「孫がいる」と発言していたが、これはペットのカミツキガメのことで、名前は孫太郎という。
樹村 達彦（きむら たつひこ）
菜摘の伯父で、世界大会での優勝経験を持つプロのビリヤードプレイヤー。プライドが高く真面目な人柄。金銭が関わっていると聞き杜夢への協力を断るが、菜摘の頼みと五木島への恨みで賭け試合に目をつぶり、杜夢の計画に協力した。

### 学園祭編
蛭子 奈々（ひるこ なな）
阿鼻谷ゼミに所属する中学1年生。キャッチコピーは“淫楽の毒婦”。獅子堂学園に入学した理由が「売春に箔がつくから」と言う筋金入りの娼婦。その営業でヤクザや政治家に手を出してしまったため、阿鼻谷ゼミに送られる。
杜夢たちに敗北したため退学となってゼミを追い出されたが、結果的に自由の身になれたことで本人は良しとしているようである。花咲真世はゼミ唯一の友人であり、彼女の頼みでエミリーとの対戦時に杜夢に協力することとなる。
“ロリータ＝コンピューター”の異名を持ち、驚異的な計算能力と変装を得意とする。もう1つの特殊能力としてフェロモンを自らの意志によって放出することが可能。放出されるフェロモン（自称：蛭子汁）は鍛えられた兵士でも思考を麻痺させてしまうほどの効果を持つ。ビクトリー・フラッグではこの能力を用いてグリーンベレー隊員を苦しめるも敗れ、拘束されてしまう。
ビクトリー・フラッグ編の後はバンコクに旅立ち、OB懇親会で杜夢が決勝進出を決めた際には激励に訪れた。
宵鮫 ヨシヲ（よいざめ ヨシヲ）
阿鼻谷ゼミに所属する生徒。地獄の優等生（ヘルズエリート）と呼ばれており、アメリカのストリートギャング界でも一目置かれるほどだった。そのため、学園祭で初めて姿を現した時には悪魔の申し子的な外観と相まって一般の生徒達からブーイングを受けた。阿鼻谷から悪の帝王学を学ぶために獅子堂学園に入学し、自らゼミに入った経歴を持つ。
阿鼻谷を心から尊敬しており、阿鼻谷を侮辱した水原に怒りを燃やしていたが、杜夢達に敗北したためにゼミを追い出されビクトリー・フラッグでは杜夢に協力することになる（ただし協力の動機はエミリーに勝つことで再び阿鼻谷に自分を認めてもらうことである）。団体戦を持ちかけたり、初戦のメンバーチェンジを逆手に水原を指名したりするなどあざといくらい勝ちに徹するが、その風貌と言動や威圧感などで相手に恐怖感を与えて有利な立場から勝負を進めてきたため、逆境においては精神的な弱さが見えた。
利己的で残虐な性格をしているが、元ゼミ仲間の蛭子奈々にはビクトリー・フラッグ編において「女には甘い」と評され、それを裏付けるかのように天狗の仕掛けた罠から女性グリーンベレー隊員ライカを庇って重傷を負い、リタイアしている。その後は修行のために再び渡米したが、OB懇親会編では決勝進出を決めた杜夢の激励に訪れた。
花咲 真世（はなさき まよ）
阿鼻谷ゼミ所属。17歳。銀色の髪と色素の薄い蒼白い肌を持つ妖艶な美少女。獅子堂学園の園芸部に所属していたが、彼女の育てていた植物が猛毒をもつ種ばかりであったため、危険人物とみなされ阿鼻谷ゼミでも拘束されていた。
幼少時に両親が離婚して父親に引き取られたが、その父から虐待を受ける。このため母親の元に向かうが、母親は再婚相手との仲がこじれるのを恐れて、真世を拒絶した。真世が小学6年生になった時に父親は心臓麻痺で死亡し、母親に獅子堂学園に入れられた。その後、連絡も全くないことから、両親の件は真世のトラウマとなっている。
毒草の持つ成分や効能に興味を持ち、自らの身体を実験台にして研究を重ねた結果、自己催眠と調合した毒草を服用することにより、体温を体のどの部位でも短時間であれば50度近くまで上昇させることができる能力を身につけている。しかし、度重なる研究・実験の影響で内臓を蝕まれており、勝負に敗れた際に服毒自殺を図るが杜夢に制止され、彼の説得により入院。
以来杜夢に対して強い愛情を抱くようになり、ビクトリー・フラッグ編では阿鼻谷ゼミの友人であった蛭子奈々に、彼への協力を要請している。後にリハビリのため宿泊していた温泉旅館で杜夢と再会した。
OB懇親会では杜夢が毒蛇に噛まれたことを聞きつけて遅ればせながらも会場に来ており、特別に調合した薬品でフェイスマンによって目にダメージを受けた杜夢の視力を回復させた。

### ビクトリー・フラッグ編
エミリー・ドーン
アメリカ人で、アメリカの軍事特許を握り政財界への影響も強いドーン財閥の令嬢。血は繋がっていないが阿鼻谷に娘のように可愛がられている。15歳。
杜夢に一目惚れして積極的なアプローチを行うが、阿鼻谷の策略によって「ドーン財閥の富と名声に群がる男」と誤解してから一転して敵愾心を燃やすようになり（彼女の言動から、この手の人間に迫られたのは以前からあった模様）、杜夢を屈服させるべくビクトリー・フラッグでの対決を挑む。
一見してざっくばらんで明るい性格だが、相当の自信家であり、杜夢の器量を図るために銃を向ける、明らかに不利な状況にも拘らず美華のテニス対決を受けて立つなど感情の起伏が激しく行動は極端。しかし、ビクトリー・フラッグでは囮にされた生徒には救護を指示し、勝利と同時に負傷や被害を最小限に抑えるべくプロ中のプロであるアメリカ軍特殊部隊「グリーンベレー」の面々を選択しており、相手を思い遣る優しさを持っている。
身体能力は非常に高く、美華とのテニス勝負で互角に戦い、OB懇親会編では足場の不安定なバルーンから跳躍して頭上の鉄骨に飛び移る離れ業を見せる。
かつて先祖がその地位を築くのに大きく利用していた催眠能力「夜明けの虹」を持っており、生後すぐにその能力は消えたが天狗と戦った際に発動し行動不能に追い込んだ。ただし、この能力は人間にしか効かず、また勝負に敗れ杜夢と和解した後は再び消えてしまったため、ドーン財閥の研究対象となることも無くなり杜夢に対して以前にも増して強く激しい愛情を抱くようになった。
後述する十文字とも知りあいで、彼から求婚の証としてダイヤ鉱山を贈られるが、エミリーの方ではそれを迷惑がっている。
マカオのOB懇親会ではオマハの身を案じて阿鼻谷の試合に乱入し、「アビタニの数式」の危険性を告げ阿鼻谷にゲームを辞退するよう申し出るが断られ、最終的にゲームを続けようとする阿鼻谷とオマハを止めるために特製の銃を撃って破壊し、ゲーム続行不可能にした。1回戦以降は水原達と共に杜夢の応援に回っている。
ジョシュア
ドーン家に仕える執事。ビクトリー・フラッグの際に、エミリー側のレフェリーとして待機し、試合の終盤では阿鼻谷による杜夢への攻撃を制止した。阿鼻谷とは30年来の仲で、後に杜夢達に阿鼻谷の過去を教える。
ジャクソン大尉
エミリーが雇ったハンター隊の隊長。OB懇親会では決勝直前に他の隊員と共に杜夢の激励に来ている。
ファレル中尉
エミリーが雇ったハンター隊の隊員。漢字検定の資格を持ち、天狗に関する知識がある等、日本について詳しい。
ラングレン中尉
エミリーが雇ったハンター隊の隊員。専門は破壊工作。
レイノルズ少尉
エミリーが雇ったハンター隊の隊員。軍隊格闘術をマスターしておりレスリングの全米大会優勝の経験も持つ。愛妻家で妻の下着をお守りとして所持しており、蛭子捕獲の際には「蛭子汁」に屈しかけたものの、このショーツのお陰で難を逃れている。
ビクトリー・フラッグ決着後は阿鼻谷が天狗の情報を隠していたせいで隊が大打撃を受けたことに怒り、ジョシュアの指示でライカ少尉と共に杜夢らの元に急行。阿鼻谷のヘリにロケットランチャーを向けて、杜夢とエミリーへの銃撃を止めさせた。
ウォン少尉
エミリーが雇ったハンター隊の隊員。
ライカ少尉
エミリーが雇ったハンター隊の隊員で部隊の紅一点。ヘリの操縦を得意とする。
宵鮫と交戦し、「チキンピック」（投げナイフをボールに、木をゴールに見立てたサッカーのPK戦の様なゲームで、宵鮫が体を張って1本でもナイフを止めれば勝ち）で勝負を行うも、3投目を止められ敗北。その直後に襲ってきた天狗によって宵鮫と共に負傷し、リタイアする。
ビクトリー・フラッグ決着後は阿鼻谷が天狗の情報を隠していたせいで隊が大打撃を受けたことに怒り、ジョシュアの指示でレイノルズ少尉と共に杜夢らの元に駆けつけた。
天狗（仮称）
獅子堂学園裏の山中に潜む謎の人物。ビクトリー・フラッグ戦で杜夢達や米軍兵士を襲いゲームを混乱させる。
氏名や素顔は謎のままとなっているが、正体は過去に活動していた凄腕のマタギ。天塩山地でヒグマ「黒マダラ」との戦闘により顔面に大怪我を負って鼻を失ったため、高い義鼻を着用。その風貌から天狗と呼ばれていた。
美華を菊江と誤解しゲームに乱入。グリーンベレーの兵士たちもことごとく戦闘不能に追い込み、エミリーの「夜明けの虹」により動けなくなった際も野生動物達を呼び寄せその場を逃れて美華を捕らえるが、杜夢の機転で美華を奪還されてしまう。
（作中の）50年以上前に美華の祖母・菊江と恋に落ちるが、菊江との仲を裂くために獅子堂グループの薬学研究の実験台にされ、超人的な能力を得たものの正気を失う。事実の隠蔽のために殺害される予定だったが、それを知った菊江が自らの写真を入れた獅子堂家の家宝「水晶の獅子」（ロケット）を手渡して森に逃がした。天狗はこのロケットを大切にしており、獅子堂家も天狗の殺害で家宝が行方知れずになる事態を恐れたために取り返せないまま放置されていた。
単行本10巻巻末にてビクトリーフラッグ終了後、雪崩に巻き込まれた五木島と意気投合し、雪解け後に故郷の山へ帰ったと語られている。

### OB懇親会編
周 王銘（しゅう おうめい）
未来を3度変えたと畏れられる伝説の「絞り師（スクィーザー）」。30億の資産を持つ。杜夢の父夢一郎とも古くからの友人で、杜夢への伝言を預かっていた。
一見、セクハラ好きのエロ爺で杜夢もその外面に騙されるが、勝負に臨むや本性を現し伝説のギャンブラーにふさわしい凄みを見せる。杜夢との勝負では、彼に勝利の突破口を与えると見せかけて敗北へと誤誘導して完全に手玉に取り、経験や実績から得た格の違いを見せ付けた。
OB懇親会では、ロメロが持病で倒れた際に、リザーバーとして出場を決意。1回戦でのダメージで持病を悪化させつつ会場に乱入してきたロメロとの特別勝負に勝ち、正式に準決勝に参戦。杜夢を利用して阿鼻谷を脱落させようとするが、モーリーと阿鼻谷の仕掛けた罠に嵌り敗退。
その後、転落した里緒を助けるために針山に飛び込み重傷を負うが、その際自分がギャンブルに溺れたこととそれによってジャスミンを傷つけたことを後悔し、自分が阿鼻谷に挑めば死ぬことは絶対に変えることのできない唯一無二の未来であることは分かっていたが、それでもどんな手を使ってでも勝ちたくて参加したことを告白。モーリーに罵倒されながらも彼女に詫びを入れ、最後に杜夢に対して夢一郎からの伝言の真意を伝えようとするが、その前に力尽き病院に運ばれ、以後阿鼻谷からは「命運尽きたオイボレ」と呼ばれることとなる。しかし実は準決勝の前に自分が負けた場合に備えて杜夢に手紙を残しており、その手紙には夢一郎は阿鼻谷に敗れ死んだであろうことと夢一郎が残した伝言が書かれており、また同封されたフェニックスのお守り（後述）とそれを用いた秘策も記されていた。出血が酷く、輸血しなければ助からない状況であったためそのまま死亡したかに思われていたが、自分と同じ何十万人に1人の特殊な血液型であるジャスミンからの輸血で一命を取り留めた。余生は父親らしく、娘のジャスミンのために生きていくことを誓う。
十文字 アキラ（じゅうもんじ アキラ）
獅子堂学園の卒業生。先見性と強運の持ち主で、在学時から株で儲けており、卒業後も天才相場師として最も成功を収めたOBである。
ポーカーで荒稼ぎする水原と一対一で勝負し勝利を収めるが、杜夢に倍プッシュのリベンジマッチを挑まれ、挑発に乗って樹村、月夜野、朝比奈による脱衣を条件に勝負を受ける。あるイカサマを行っていたが、それを見抜いていた杜夢に裏をかかれ敗北。
エミリーにダイヤ鉱山をプレゼントして求婚したが袖にされたらしく、賞金以外に腹いせで杜夢の友人である水原が脱衣ポーカーで名を馳せていることを公衆の前で公にし、勝負後も過剰に侮辱したことで杜夢の怒りを買う。しかし、自身も脱衣ポーカーの常連であることを水原に指摘されると、杜夢との勝負でリアル脱衣を提案して女性陣や周囲に呆れられた。阿鼻谷にザコ扱いされており、杜夢にもビジネスの如く勝利しておりギャンブラーですらないと断言される。
本戦開始後にスパで祝勝会をしていたエミリーを盗撮しゴシップ雑誌に送りつけようとするが、杜夢に準決勝を辞退するよう交渉に来たロメロに見つかり、つまみ出される。
フェイスマン
国際的な詐欺師グループ「虹のオウム」のリーダーで、主に富裕層を詐欺の標的としており、ナイジェリアの手紙や振り込め詐欺の大元との噂もある。一瞬で容姿を変化させる技量の持ち主。朝比奈里緒の実家を破滅させた張本人で、人を欺いて負の感情に陥らせることに哲学を持つ。
ギャンブラーを見下し、詐欺師の方が上であると証明するためにOB懇親会へ参戦。自身の能力を生かすために仮面を被り「ミスターX」と名乗っていた。初戦で杜夢と対戦することになったため自らは夢一郎、部下には母を騙らせたが、他の対戦相手であった場合はその対戦相手に合わせた変装をする予定だったらしい。さらに、勝負の最中に腕時計に仕込んだレーザーで視力を一時的に奪うなど杜夢を追い詰めていく（対戦相手への直接的な攻撃は反則行為だが、杜夢は黙認した）。しかし、杜夢の捨て身の策で逆転負けとなり、敗北を認め部下と共にマカオ警察に逮捕、連行されることになった。このとき自分以外にも2つの顔を持つプレイヤーがいることを杜夢に伝えたが、後にこれがジャスミンの陰であるもう1つの人格・モーリーのことであることが判明する。
ジャスミン・ナイト
中国系アメリカ人の女性。元ディーラーでかつて阿鼻谷に惨敗を喫した過去がある。スカウト料1000万ドルと言われる実力者で、その技量はヨガリウオに噛まれ、悶絶しながらも多面ダイスの目を自在に操り、好きな場所へ落とす神技とさえ言える境地にあり、如何なる場合でも揺らぐこと無く技を発揮し、辛くもガトー姉妹に勝利する。訓練により絶対音感を得ている。慎重な戦法を取っているが、技術が発揮出来ない状況や、阿鼻谷の様に強気でありながら隙を見せないタイプが相手だと、主導権を全く掴めない。
実は周の娘で、ジャスミンという名前は彼女が生まれた病院の中庭に咲いていたジャスミンの花の香りから周が付けた名前である。才能を見込まれて父からギャンブルの英才教育を受けるが、自身の内には自分でも消し去ることのできない陰が存在している。
青蛇（後述）の試合では、モーリーの人格に支配されていた状態から脱却し、潜水デスマッチで阿鼻谷に立ち向かうが積極策が裏目に出て敗北。直後に意識を失う。そのまま凍結保存されそうになるが、杜夢がバイクで体当たりして巨大金魚鉢を破壊。人工呼吸で蘇生を試みるが、意識は戻らず病院へ搬送。そのまま周ともども死んだものと思われていたが、杜夢の蘇生法が的確であったため奇跡的に一命を取り留め、彼女からの輸血で周を助けることもできた。最終回では周と共に自分達の無事を報告するためと見送りをするために杜夢のもとに赴いた。
モーリー・ナイト
ジャスミンの陰であるもう1つの人格で、阿鼻谷の愛人。フェイスマンが杜夢に告げた「2つの顔を持つもう1人のプレイヤー」は、このモーリーのことである。自身にも制御できないほど成長しており、その邪悪な人格の存在に気付いていながら、ジャスミンは気付かぬふりをしていた。青蛇での勝負時に、潔く死ぬか阿鼻谷と勝負するかの選択に迫られるが、どちらにするか決めることができずにジャスミンに人格を取り戻され永久に封印されることとなった。
ガトー姉妹
マリアとリンダの2人組で、カジノを荒稼ぎする姉妹ギャンブラー。ブラジル出身。
本作では珍しい運で勝負するギャンブラーで、「神運」「リヴァイアサン」と評されるほどの強運。元はスラムの孤児で、神から1年の期限付きで授かったものだと語るが、阿鼻谷曰く、野垂れ死にの運命を変えるべく変化を望んだ強烈な意思による自己暗示（プラシーボ効果）とのこと。ジャスミンに敗れると、一気に老化してしまい死を迎えそうになるがオマハによって助けられる。
竜島 進（たつしま すすむ）
上半身に竜の入墨を刻み込む「博徒の竜」で名を馳せる一匹狼。ロメロとの対戦では、極寒と酸欠状態の中でゲーム内のトリックに気づくが、その時はロメロの番だったために勝負を捨てるより命を捨てる方を選ぶべく嘘の回答を叫ぶもロメロは違う番号を選んだために敗北。試合後は、お互いに相手の器量を認め合ったロメロに肩を抱かれ試合場を後にする。この後、脳梗塞を発症し病院に運ばれたため、持病が悪化したロメロのリザーバーとして出場することもなかった。
ドン・ロメロ
西欧のアングラマネーには全て息がかかっていると言われるシチリアマフィアのボス。狭心症の持病がある。竜島と対戦し、極寒と酸欠状態の中でゲームを辞退する権利を棄てて意地を貫き通し、辛くも勝利する。しかし、極限状況での勝負により狭心症が悪化したため、準決勝と決勝の2戦では心臓が持たないと判断し杜夢に予選で稼いだ金額と引き換えにリタイアするよう申し出るが断られる。準決勝の直前に発作を起こし、病院に運ばれたため、リザーバーとして周を出場させることとなったが、試合に出るために病院を抜け出して会場に乱入。無理をして準決勝の席を賭けて周と対決するが敗北。直後に再び狭心症の発作を起こし病院に運ばれ無念のリタイアとなる。
キング・オマハ
作中の第44代アメリカ大統領。対阿鼻谷のために獅子堂学園長が呼んだスペシャルゲストで、10ポイント・ポーカー（後述）の試合で阿鼻谷と対決する。口癖は「チェインジ」、「Yes,I can」、「ジーザス」。阿鼻谷を悪魔と断じ、「アビタニの数式」を悪用される前に手に入れるために、勝利の条件に要求した。10ポイントポーカーでは、死亡率90パーセントのロシアンルーレットで生き残り、最後の勝負での敗北後に10ポイントでのヒットを要求されたときは「命に代えても母国と人民を守るのが王（キング）の使命」として頭部を撃たせたがハプニングにより生還。その後エミリーが特製銃を破壊したため、その責任を取ると称してリタイア、帰国する。なお、敗北した場合はラシュモア山に阿鼻谷の顔を彫るという条件を承諾したが、敗北の際のいざこざで有耶無耶になっている（単行本の描き下ろしではこの件に関しての後日談が描かれている）。チェンジ麻雀ではこの阿鼻谷との名勝負を園長に称えられ、チェンジ牌のデザインとなった。

## 登場ギャンブル
既存のものや作中独自のギャンブルが混在している。
真実と嘘
概要
- 指定範囲内に「宝物（作中では青戸の100円硬貨）」を隠し、「宝物」を捜索する。制限時間は1分間。
- 10枚のメモの1枚だけ「宝物」の隠し場所、残りは偽りの場所を書く。作中、青戸は経験の有無をハンディにメモを倍の20枚に変更している。
- 作中、青戸はルール違反を行ったが、そのルール違反とハンディを付けた事を逆手に取って、杜夢は「宝物」の隠し場所を導き出した。

トゥーアップ
概要
- 5番勝負で正解数が多い方が勝者。引き分けの場合、サドンデスに入る。
- トス後に両者が「表=ナンバーカード」、「裏=コートカード」でカードを伏せて提示後、正解を開示。
- 最後に双方のカードをオープンし、正誤を判定。

ブラックジャック
概要
通常のカジノルールを採用。
詳細・備考
- カードシューが用意出来ず、シングルデックでディーラーによるシャッフルでゲームを進行。
- 途中、ルールの変更により、手札の伏せカードの権利を親から子に譲渡している。

ビリヤード
概要
公式ルールによるナインボールを採用。
- 「マスワリ（ブレイクから1回もミスをしない、つまり相手に1回もターンを回さずに全ての的玉をポケットに落とすこと）の達成」「ブレイクナイン（ブレイクショットで9番の的玉をポケットに落とすこと）の達成」「前述の2つを達成した上での3ゲーム先取」が勝利の必須条件に付け加えられている。

ダイス三番勝負
杜夢と阿鼻谷ゼミ生チームによる3本勝負で、2本先取したチームが勝利となる。競技の選択権は阿鼻谷ゼミ生に、使用ダイスの選択権は杜夢チームに与えられている。
審判および立会人は阿鼻谷が務めるが、ルール解釈が曖昧なケースでは対戦中の両プレイヤーが協議、許可した場合において改正も可能。
素数ダイス/使用ダイス：クリスタルダイス
概要
- 5つのダイスを交互に振り、出目全てを1回ずつ使って素数を作っていく。
- 制限時間は30秒で解答権は早押し。
- 解答は直前の解答より大きい数でなければならない。
- 計算記号は四則演算と累乗のみ使用が認められる。例えば出目が1,2,5,6,6だった場合、(6+6)÷(2-1)-5=7や、6÷(2+1)+5+6=13、などの素数を作れる。
- 解答を間違えたか相手に正答された者はその度に1枚服を脱いでいき、ギブアップか全裸になった時点で敗北となる。

詳細・備考
- 途中、数字を単純に並べるケースが双方の同意でルールに採用され、出目と計算後の数字を任意に並べることも可能となった。

ダイス・スタッキング/使用ダイス：カジノダイス
概要
- カップの中にダイスを投入して振り、中のダイスを綺麗なタワー状に重ねて机の上に立てる競技。
- 1本勝負のポイント方式で、ポイントは重なったダイスの数×1番上のダイスの出目の値。タワーが外部からの補助（糸・接着剤・空気圧など）なしで1分以上の静止ができて有効となる。また、頂上のダイスが2個以上乗った場合には2つ分のダイスの出目の総和で計算する。
- ギブアップも可能だが、ポイントが0として解釈されて罰ゲームの対象になる。

詳細・備考
- 宵鮫の「グラスホッパー」（カップを叩きつけた衝撃でテーブル上に用意していた6個目を浮かし、作ったタワーの上に乗せる技）の解釈によると、ダイスをカップ内に収める必要はないが、カップを使用して移動させたダイス以外の使用は禁止。少なくとも、5段積んだダイスタワーをあらかじめテーブルに用意した6個目の上に乗せることは認めない旨を立会人が宣言している。
- 素数ダイス勝負での、試合直前の対戦相手の変更により、阿鼻谷ゼミチームに対戦相手の選択権が生じる。
- 敗者は罰ゲームとして、ポイント差分の数だけ肛門へのナイフカットが実行される（このゲームでは、勝者の水原の意思により敗北宣言の土下座に変更された）。

ジャジメント・ファイア（審判の火）/使用ダイス：魔女ダイス
概要
- 親と子を毎ターン交代して行う。
- 親がダイスを2個振り、ゾロ目が出た場合は出目×2のポイントが子に与えられる（例：5のゾロ目が出た場合、5×2=10ポイント）。
- ゾロ目の場合は子に3個目を投げる権利が生じる（作中ではジャッジと呼ばれている）。その出目がゾロ目の数と同じだった場合は、逆に出目×2のポイントを更に2倍した分のポイント（例：5×2×2=20ポイント）が親に与えられる（子にはノーポイント）。権利は行使しなくてもよい。
- ゾロ目以外の数字が出た場合は、出目×2の数値と3投目の出目の合計を3倍した分のポイント（6が出た場合、(5+5+6)×3=48ポイント）が子に与えられる。
- 特例として、6が3つ揃った場合はその場で子の勝利が決定する。
- 対戦者の頭上10メートルの位置に1200度で燃え盛るコークスを山積みした巨大な鉄鍋を吊るす。与えられたポイントの分（1ポイント=10センチメートル）だけ鉄鍋が下がっていき、敗北者は焼けた鉄鍋の下敷きになり死亡することになっている（2つの鉄鍋は鎖でつながっており、一方の鉄鍋が下降すればもう一方の鉄鍋はその分上昇する）。

詳細・備考
- ダイスはテーブル上の透明なボウルに投げ入れる。ダイスがボウルに入らなかった場合は無効となり、ターンが相手に移る。
- 花咲のイカサマが発覚した後は、杜夢の提案によりイカサマを封じて戦う「真・審判の火」が行われた。ルールに大きな変更はないが、以下の2点が変更された。
  1. イカサマの元凶だった3投目は審判役の阿鼻谷が振る。
  2. 親のゾロ目勝ちは2倍から3倍、子の3ゾロ目勝ちは3倍から5倍と、ポイントの増加幅が大幅に引き上げられる。

麻雀

ビクトリー・フラッグ
概要
- 「ラビット」と「ハンター」の2チームに別れて行うサバイバルゲームの一種。ゲームフィールドは獅子堂学園の裏手にある山間部。装備・反則の制限は無し。
- 各チームプレイヤー7名とジャッジ1名による団体戦である。ただし、「ラビット」の囮役や「ハンター」のメカニックなどでメンバー外部の協力を得ているが、彼等は除外されている。
- 「ラビット」が先発でスタートし、30分の時間差で「ハンター」がスタートして 「ラビット」のメンバーを捕獲する。
- 勝利条件は、「ラビット」メンバーの誰か1人がゴール地点に辿り着いてフラッグを立てた場合、「ラビット」の勝ち。「ラビット」のメンバー全員を捕獲した場合、「ハンター」の勝利。なお、捕獲の確認はフラッグに記載した5桁のID番号であり、「ラビット」は自分のフラッグを常時携帯していなければならない。他メンバーとの交換・非所持による隠匿行為は許されない。
- フラッグのIDの数字には、公式に使用されている数字であれば表記に制限はない。
- ジャッジの役割は、「ハンター」側ジャッジは捕獲した「ラビット」のフラッグのIDの確認役で、「ラビット」側のジャッジはID確認の際の不正行為（誤答を正答にする、IDの伝達等）の防止。装備等の情報伝達は制限に反しない。
- ギブアップは認められており、意思を表明すれば救援が訪れる。

詳細・備考
- エミリー側の事情でゲームに時間制限を設け、タイムオーバーの場合は「ハンター」の勝利となる。

ポーカー

### OB懇親会
マカオのカジノ場で稼いだ金額の大きい者に出場権が与えられる、多額の金のみならず命までをも賭けたギャンブルである。
ゲームのルールの決定権は全て獅子堂学園長にあり、ルール解釈の曖昧な点の処理方法は、基本的に学園長に一任されるが、その判断は面白いかどうかが基準の人命を軽視したもので、基本的には常識や正論は考慮しない。
基本的に死んだら負けだが、先に相手を殺した方が勝ちとしてはギャンブルとは言えないと学園長は考えているため、反則行為があったと思われる場合は証拠がなくとも学園長の権限でそのプレイヤーを反則負けとすることもできる。
後の勝負になるほど、プレイヤー自身の命の危険性が高まっていく傾向にあり、決勝戦での敗者は必ず死亡することになっている。
ミートパイ・ルーレット
OB懇親会決勝トーナメントで杜夢とフェイスマンが対決したギャンブル。直径1メートル・重さ約1トンの高温に熱せられた鉄球をボールとして使用する巨大なルーレットでの勝負。
概要
- プレイヤー2人が交互に親と子を務め、親は自分のターンで1投ルーレットを行う。
- ルーレット盤のインサイド（1 - 36の数字の部分）のみを用い、各プレイヤーはボールの落ちた数字の書かれているマスを「陣地」として獲得する。同じプレイヤーが離れた2マス以上の陣地を獲得した場合、オセロの要領でその間に挟まれたマスも全て（相手プレイヤーが獲得していた陣地も）そのプレイヤーの陣地となる。ルーレットは5投ずつ行い、最終的により多くの陣地を獲得したプレイヤーが勝者となる。
- 子は親がボールを投げるまでの間にボールが入る目を予想してチップを張る（複数枚可）ことで、その目にボールが入った場合にそれを無効にすることができる。チップは1枚10億円で、各プレイヤーが予選で稼いだ金額を上限とする。
- 各プレイヤーは「0」「00」のマスを1つずつ「ミートパイ・ナンバー」として受け持つ。ルーレットの該当する目には深さ3メートルの穴が掘ってあり、そこに各プレイヤーが選んだ人物が1人ずつ「人質」として入る。ボールがそれらの目に落ちれば中の人質は高温に熱せられた鉄球に押し潰され死亡。どちらの人質であるかは関係なく、その時点で人質を殺した（ボールを発射するスイッチを入れた）プレイヤーの負けとなる。「ミートパイ・ルーレット」は、潰された人質の死体をミートパイに見立ててつけられた名称である。

詳細・備考
- ルーレットの数字の配置は通常のルーレットとは異なり、ルーレット盤の角に近い数字ほど0もしくは00に近く、中央の数字ほど両方から遠い位置に配置されている。つまり角の数字を狙うほど人質を殺して負けとなる危険性が高い。
- ルーレットが1回転する間に2回逆鱗が光るようになっているが、これはそのタイミングでボタンを押すと、0もしくは00、即ちミートパイ・ナンバーにボールが入り人質を殺すことになるタイミングを意味している。
- 獲得されたマスに対応するルーレットの目には仕切りの壁が張られ、ボールを投入することはできなくなる（つまり、自分の陣地で挟んで取り返すしか手はない）。初期状態ではミートパイ・ナンバーに鉄球が入る確率は約5パーセントだが、仕切りの壁が増えるということは、それだけミートパイ・ナンバーにボールが入る確率、つまり人質を死なせてしまう確率が高くなるということである。
- 通常は、プレイヤーは手元のパネルを使用して、どこに賭けたか相手に分からないようにしてチップを張る。しかし、杜夢は対戦中にフェイスマンのレーザーを使った攻撃により視力を失いパネル操作ができなくなったため、特別措置として張る場所を声で指定することを認められた。ただし、この方法ではどこに張ったかが分かってしまい、対戦相手への優位性は失われることとなる。
- プレイヤーは通常高台の上からルーレットを見ながらボタンを押すが、高台から降りても反則にはならず、高台の下でボタンを押してもかまわない。

エクスタシー・ジャック
OB懇親会決勝トーナメントでジャスミンとガトー姉妹が対決したギャンブル。大小に使われるダイスマシーンと20面ダイスを用いて行う変則ブラック・ジャック。
概要
- 学園長が親を務め、プレイヤー2人が子として戦う。先攻と後攻があり、1ゲームごとに入れ替わる。
- 親がダイスマシーンを作動させてシャッフルし、同時に出目が見えないよう覆いをかける。次に各プレイヤーは1つずつ持った20面ダイスを順番に振り、両者の出目が決まった後で覆いを取って親の出目を確認する。それぞれの20面ダイスの出目と親のサイコロの出目の合計が21より小さく21に近い方が勝ちとなる。なお、20面ダイスは美華がピアノ曲を一曲引き終わるまでに投入されなければならない。
- 両者とも出目が同じだった場合は、先に振った方の勝ちとする。また、後攻がダイスを振った時に先攻が振ったダイスにぶつかり出目が変わった場合は、変わった後の出目が有効となる。
- 美華が弾くピアノ曲はあらかじめ園長から順番も含めて指示された物であり、その曲の調を知ることで親の出目が分かる仕掛けになっていた。
- ダイスマシーン内のダイスは白いダイス2つと赤いダイス1つの計3つで、シャッフルによってダイスが重なった場合は1番上の出目のみが有効となる。つまり、親の出目が1や2になることも理論上はあり得る。
- この「重なったら上のダイスの出目のみ有効」というルールは20面ダイスにも適用される物であり、下になった方のダイスの出目は0として扱われる。
- 各プレイヤーが予選で稼いだ金額分をチップとして用い、チップがなくなった時点で敗北が決定する。1回のベットの上限は1000万香港ドルで、勝ったプレイヤーに支払われる。なお、ブラック・ジャックが出た場合は払い戻しが2倍、さらに親のダイスが3段重ねになり、かつ1番上が赤いダイスだった場合には払い戻しが100倍になる。
- プレイヤーは腰までの深さの水槽に入ってプレイし、バーストしたプレイヤーの水槽にはエクスタシー・フィッシュ（通称ヨガリウオ、詳細は用語にて）という珍魚が21をオーバーした分の数だけ投入される（ガトー姉妹は2人で戦うので、オーバー分の倍の数が投入される）。どちらかがヨガリウオにより気絶したらその時点で敗退となる（ガトー姉妹はどちらか1人でも失神すれば敗退）。

詳細・備考
- ダイスの角が台にめり込んで反対側の角が最頂点になり出目が不明な場合、出目は重ねられた場合と同様0として扱われる。
- 最後の勝負では、ヨガリウオが服の中に飛び込んだため美華がピアノをまともに演奏できない状態になったが、園長の判断で続行となった。

減圧チキン危機一髪
OB懇親会決勝トーナメントで竜島とロメロが対決したギャンブル。黒ひげ危機一髪を極限にまで過酷にしたような内容である。
概要
- 特製ガラスルームの中で、プレイヤー2人が1対1で行う。
- ガラスルームの中には中央に人形が入った円形テーブルがあり、そのテーブルの側面には1 - 12番までの穴が空けてある。この穴にプレイヤー達が交互に剣を刺していき、1つだけある当たりの穴にどちらかが剣を刺すまで続ける。当たりに剣が刺さると人形が飛び出し、刺したプレイヤーの勝利が決定するが、外した場合には部屋の空気が抜かれ気圧が下がる。ゲームスタート時の気圧は平地とほぼ同じ1100ヘクトパスカルだが、1回外れる毎に100ヘクトパスカル下げられていく。減圧ルームの中には、室内の気圧の変化を分かりやすくするために、風船やスナック菓子の袋等が置かれている。
- 本番では人形の代わりに、窃盗行為を見逃してもらうことを条件に五木島が使用された。五木島の頭には角のついたヘルメットが被せられており、当たりに剣が刺さると五木島が時速100キロメートルでテーブルから打ち出され、ガラスの天井を突き破ることで気圧が元に戻る仕組みになっていた。
- 五木島には当たりの穴が何番か前もって知らされており、各プレイヤーは何らかの手段を用いて五木島から聞き出してもよいとされた。また、五木島が簡単に口を割らないよう、両プレイヤーが減圧に耐えきれず試合続行不能となった場合には、五木島には2人のチップの合計（約24億円）が与えられ無罪放免になるというルールも追加された。
- どちらかが外す度に、両プレイヤーはカードを提示することで続行するか否かの意思を示す。カードには「勇者」「臆病者（チキン）」の2種類があり、両者とも「勇者」を出したら通常通り気圧を下げて続行だが、一方が「勇者」でもう一方が「臆病者」だった場合は「勇者」を出したプレイヤーの勝利が決定する。両者とも「臆病者」だった場合は気圧は下げられず最初と同じ1100ヘクトパスカルに戻して勝負を続行となる。

10ポイント・ポーカー
OB懇親会決勝トーナメントで阿鼻谷とオマハが対決したギャンブル。ポーカーとロシアンルーレットを組み合わせた、命懸けの物である。
概要
- 1デック（ジョーカー2枚含む）を用いた得点制のポーカーで、役に応じて以下のポイントが与えられる。親はなく、1対1で戦う。
  - ワンペア：1ポイント、ツーペア：2ポイント、スリーカード：3ポイント、ストレート：4ポイント、フラッシュ：5ポイント、フルハウス：6ポイント、フォーカード：7ポイント、ストレートフラッシュ：8ポイント、ロイヤルストレートフラッシュ：9ポイント、ファイブカード：10ポイント。

- 通常のポーカーと異なり、手札は4枚で行う。お互いのプレイヤーはデッキから1枚引いて1枚捨てる行為を交互に行い、相手が捨てたカードと手札の5枚で役が作れる場合に「コール」を宣言することで役が成立する。1枚引いて手札が5枚になった時点で役ができていても役とは認められない。つまり麻雀でいうとロンあがりはできてもツモあがりはできないということになる。
- ジョーカーは完全なるオールマイティ。必ずしも最も高い役になる札として扱う必要はなく、あえて低い役になる札として扱うことも可能。
- 役を作る際は、相手が捨てたカードが完成役に絡んでいなければならない。例えば、手札がキング3枚とジョーカーの状態で相手がキング以外の札を捨ててもその相手が捨てた札はフォーカードに絡んでいないためフォーカードであがることはできない。但しジョーカーを相手が捨てた札と同じ数とみなせばフルハウスとなり、かつ相手が捨てた札が役に絡んでいるためフルハウスであがることは可能。
- 役を作ったプレイヤーは繰り越しポイント（後述）に加え作った役の分だけポイントを獲得し、ロシアンルーレットを行わせる「ヒット」と、ポイントを貯める「ステイ」を選択することができる。
- 「ヒット」を選択した場合、負けたプレイヤーは各自に用意された10発装填の特製リボルバーに相手の獲得ポイントと同じ数の弾丸を込め、自分の頭に向けて引き金を1回引くロシアンルーレットを行う。弾が発射された、引き金を引いたプレイヤーが死んだらその時点で生き残ったプレイヤーの勝利となる。弾が発射されなかった場合は、役を作ったプレイヤーのポイントを0とした上で勝負を続行する。
- 「ステイ」を選択した場合、その時点でのポイントは次のゲームに繰り越される。ただし、繰り越しポイントと完成役ポイントの合計が11以上になった場合は1の位の数字だけが有効となる。例えば6ポイント繰り越してる状態でフラッシュ（5ポイント役）を完成させると合計が11ポイントのため1ポイントとなってしまう。
- 自分が待ちカード（手持ちの4枚と合わせて役ができるようなカード）を捨てていたからといって麻雀のフリテンのようにあがりが制限されることはない。相手が捨てたカードで役ができるからといって必ずしもコールする必要はなく、より高い役を狙うために（もしくは10ポイント越えによりポイントが減ってしまうのを防ぐため低い役の方を狙うために）スルーしてもよく、この場合もあがりは制限されない。
- ギブアップはいつでも可能。これは相手が10ポイントの状態で「ヒット」を選択した場合も例外ではない。

詳細・備考
- 試合では先の勝負でヨガリウオにより失神した美華が「女体デック」、水原がディーラーを務めた。全裸の美華にトランプが張り付けてあり、ディーラーが任意の場所からカードを剥がして配っていくため、勝負が続くにつれて美華の裸体が衆目に晒されることとなる。また、どの部位に貼られたカードから剥がしていくかは全てディーラーの判断に委ねられる。プレッシャーに打ち勝つだけの欲を持つ者として、学園長は水原に目をつけてディーラーに指名した。月夜野はこんな水原を「ディーラーとしては最適だけど人として最低」と評していた。
- 弾が発射されても、頭をかすめるだけの撃ち方は意図の有無に関わらず無効となる。また、頭部を貫通すれば、撃ち抜く場所の指定はない。
- 実は弾が頭部を貫通しても生き残る方法があり（通称「ブレイン・スルー・ショット」。詳細は用語にて）、これに成功して生き残った場合、弾が発射されなかった場合と同様、役を作ったプレイヤーのポイントを0とした上で勝負続行となる。
- ゲームに使用されるカードは最初に用意された1デック分のみで追加は無く、勝負がつく前にカードが無くなった場合はその時点で各自4枚持っているカードの中で最も位の高い数字同士を比べ、より位の高い方の勝ちとするハイカード勝負となる。同点の場合、次に位の高い数字同士を比べ、以下同様に続ける。
- ラストターン（残りカードが4枚以下の状態でのコール・ヒット）に限り、ロシアンルーレットを実行後に弾が頭を貫通しても、意識を失う前に「続行」と言い切ることができれば通常の「死んだ方の負け」のルールは適用されず、勝負は続行し、ハイカード勝負に移行することとなった。
- 試合には特製の銃が使用されるため、その銃が何らかの理由で使用不能となった場合、試合続行は不可能となる。実際の試合ではエミリーが銃を2丁とも破壊したため、その責任を取る形でオマハがリタイアした。

チェンジ麻雀
OB懇親会決勝トーナメント・準決勝で杜夢、阿鼻谷、ジャスミン→モーリー、周の4人が行った。通常の麻雀牌に加えてオマハの顔がデザインされた「チェンジ牌」を使った麻雀で、基本的なルールは通常の麻雀と同じ。
概要
- オープンリーチ有り。国士無双の暗カンのチャンカンも有り。
- チェンジ牌の使用法は、席の交換、およびポーカーにおけるジョーカー同様オールマイティー。前者の使用方法は、牌をツモ切りした場合にチェンジを宣言。チェンジを宣言せず、ただ切るだけでも構わないが、その場合は鳴きおよびロン牌として他のプレイヤーはオールマイティーとして使用が可能。また、チェンジ牌をツモって切らないことも可能だが、その場合それ以降同じ局内でこのチェンジ牌を切ることができなくなるため、その局での上がりはなくなる。なお、チェンジを宣言した場合、得点および配牌はプレイヤーではなく席に付与されているため、得点や配牌がプレイヤーと一緒に移動することはない。
- 麻雀卓の他にワイヤーで吊るされた巨大風船4つとギロチンネックレス付きのワイヤー4つ、さらに協力者として守護天使4人が用意された。守護天使はそれぞれ風船の上に乗り、さらにギロチンネックレス付きのワイヤーと手を繋がれ、プレイヤーにはギロチンネックレスが首にかけられた状態でゲームを行う。チェンジが発生した場合は、プレイヤーのみがギロチンネックレスを付け替える。風船を吊るすワイヤーは、そこを伝って脱出できないよう、棘が無数に植え込まれている。
- プレイヤーの点数が動くたびに、その点数に合わせて風船が上下に動く。なお、風船の下には針山があり、持ち点が0以下になった者が出ると、その者と繋がった守護天使の乗った風船が降下し、その下端が針山に達し風船を割るようになっている。風船が割れれば、上に乗っている守護天使は針山に落ち串刺しになり、同時に巻き上がったワイヤーにより、ギロチンネックレスが持ち点が0以下になったプレイヤーの首を切断して両者とも死亡する。すなわちプレイヤーと守護天使は一蓮托生である。この時点で他の3人は勝ち抜けとなる。

- 一見すると守護天使の誰か1人が確実に死亡する、殺人を前提としたゲームのようだが、守護天使が着ている服を脱いで風船を吊るすワイヤーの棘に絡ませれば風船が割れても針山に落ちることはなくなり、ギロチンネックレスもプレイヤーの首を切断する直前で止まるため、両者とも無傷で済むようになっている。但し守護天使には両者とも無傷で済むようになる方法があるとだけ伝えられ、具体的な方法は知らされなかった。

詳細・備考
- エミリーは10ポイントポーカーで勝負の邪魔をしたとして、月夜野・朝比奈・花咲の3名は同じく邪魔をしたと学園長がみなした杜夢の身代わりとして、守護天使役を強要。杜夢は月夜野たちを命の危機に晒すわけにはいかないとこれを拒否したが、月夜野たちは杜夢のため守護天使役を引き受けた。
- ギブアップは基本的にいつでも可能で、その者以外の3人が勝ち抜けとなる。但し誰かが牌を倒した後のギブアップは認められない。これはオープンリーチにより倒された場合でも同様だが、この場合の説明は事前になされておらず、阿鼻谷が杜夢がギブアップ出来なくなるだろうと踏んでオープンリーチをかけた際に、ギブアップできない方が面白いからという理由で園長がその場で採用したものである。
- 風船はかなり弾力のあるものであり、守護天使の1人であるエミリーだけがそれを足場にしてジャンプし、頭上の鉄骨に飛び移ることで落下の危険からは免れた。これは学園長の想定していない脱出法であったが、反則行為とはみなされなかった。
- 当初のルールでは、誰かの持ち点が0以下になるまで勝負は何局でも続く予定だったが、モーリーが風船を割り守護天使が宙吊り状態になったため、彼女たちの力が尽きる前に勝負を決めるべく、試合は最大で南4局までとしその時点で最下位のプレイヤーのみ敗退というルールへの変更を周が提案。美華の懇願も入り学園長に了承される。但し途中で守護天使が落下するか誰かの持ち点が0以下になったらその時点で終了である。
- プレイヤーの席と守護天使の落下点とには距離があり、その距離差によってプレイヤーの首が切断される仕組みになっている。そのため、守護天使が落ちてもプレイヤーが針山に飛び込み、身を呈して受け止めれば守護天使だけは無傷で済むようになっている。なお、この仕掛けは杜夢用に用意したものである。

青蛇
OB懇親会決勝トーナメント・準決勝第2試合で杜夢、阿鼻谷、モーリー→ジャスミンの3人が行った。字牌7種のみのカードを使った特殊麻雀。
概要
- 手牌は4枚で。1雀頭1面子で上がり。
- 得点の単位は「本」で、加算方式で振り込んでも減点はなし。
- 水がそそがれ続ける特殊な巨大金魚鉢内で、プレイヤーは両足を拘束された状態で戦う。5点獲得すれば片足を、10点で両足を解放され金魚鉢から脱出、生還を果たせることとなる。2人解放されたら終了。
- 特殊役は以下の3つ。

青蛇
發と西の2種、雀頭と面子の区別はなしで和了。名の由来は發（アオ）と西（シャー）で、このゲームの名前の由来にもなっている。
バージン
白と中の2種、青蛇と同様、雀頭と面子の区別はなしで和了。
国士無双
東・南・西・北の4種で和了。4牌と1雀頭。頭待ちでないと認められない。
- 天和・地和はなし。オープンリーチあり。オープンリーチを行うとアガリの際に本が1つ増える。

詳細・備考
- 敗者は足を拘束されたまま出口を塞がれ、金魚鉢が満水になるまで注水され溺死。そのまま凍結保存され、獅子堂学園のコレクションとして永久に飾られる。学園長曰く、運が良ければ未来の技術で蘇生される可能性もあるとのこと。
- 金魚鉢に注がれる水は、試合開始後10分でプレイヤーの頭上に達する（頭の位置も身長に合わせて足を拘束する台により同じ位置に調整されている）。勝負が長引けば2人、あるいは全員が死亡するケースもあり、1人抜けの状態で残プレイヤー2人が共に死亡した場合、決勝戦を行わずして自動的に勝ち抜けした1名の優勝が決定する。
- 勝負の遅延行為は、反則行為に抵触しない。

天使と悪魔（エンジェル・アンド・デビル）
概要
- 基本ルールはブラックジャックと同じ。使用するカードは2つのデッキからジョーカーを除き、それに天使カード1枚・悪魔カード3枚を加えた計108枚。
- 阿鼻谷は「王者の椅子」、挑戦者は「敗者の椅子」（詳細は用語にて）に座り拘束された状態でゲームは行われる。
- まず、親には1枚は裏向きでもう1枚は表向き、子には2枚とも表向きでカードが配られる。なお、親に配られた裏向きのカードは親のみが何のカードであるか確認できる。
- 勝負の結果によらず、親番は1回交代で、バーストしたらそれ以上ヒットはできない。ただし、ルール上は21の時点からさらにヒットすることも可能。
- ヒットは親から行い、親がステイを選択したら今度は子がヒットを行う。なお、ヒットしたカードは全て表向きで配られる。
- 天使カードの使用方法はオールマイティ。これは通常のカードにあるA - Kの13種、すなわち1 - 11の間に限定されず、天使カード1枚で最大で21として使用することも可能。ただし、マイナスの数としては使えない。
- 悪魔カードは強制ステイカードで、このカードを引いたプレイヤーは、その時点のカードがどうあれ、そこでステイしなければならない。これは親に配られた裏向きのカードが悪魔カードであった場合も例外ではない。なお、悪魔カードの数は「0」として扱う。
- 通常のブラックジャックではエースと絵札の2枚での21はブラックジャックとし、3枚以上のカードでの21より上位として扱われるが、この「天使と悪魔（エンジェル・アンド・デビル）」では3枚以上のカードでの21や天使カード込みの21もブラックジャックとなり、エースと絵札の2枚でのブラックジャックと同等に扱われる。また、スプリットやダブルダウン等のオプションはなし。
- このゲームは敗北＝死の過酷なもので、1度の負けで即2000ボルトの電圧をかけられ死亡することになっており、その時点で生き残ったプレイヤーの勝利となる。引き分けの場合は親をチェンジした上で続行となる。なお、電気椅子を死刑執行に使用する際には、囚人を気絶させ苦しめぬために電極を頭部につけるが、この勝負ではそのような措置は取られない。また、ホテル内は自家発電設備が備わっているため、かつての阿鼻谷のように通電中断により一命を取り留める可能性は無く、確実に敗者を殺せることになっている。

詳細・備考
- 前述のように敗者を確実に殺せる算段を取っているにもかかわらず万が一殺し損ねた場合は、その敗者が続行の意思を示すことによりその負けは引き分けだったものとし、親をチェンジした上で続行とすることができる。電圧は学園長が任意に設定できるようになっており、杜夢と阿鼻谷の対戦時に、杜夢が電気椅子にかけられながらフェニックスのお守りにより死の淵から甦ってきた際には、次は確実に杜夢を殺せるようにということで電圧をMAXに設定した上でゲームを続行した。
- 最後の勝負で杜夢は、親番のため伏せカードだった1枚目を事前にオープンし、ヒットした3枚目のカードを裏向きに配ってもらって、そのカードを「絞り」により自らの手でオープンした。

## 用語
双鷺（ふたつさぎ）
2羽の鳥が彫られた、日本刀の鍔。豊臣秀吉が作らせ、白鷺家に授与したと伝わる。
大正時代に、白鷺家の祖先が獅子堂家に捕えられ、500万円（現在の価値で100億円）を賭けて争った。
双鷺には、ロンズデーライトの結晶窟（後述）の場所が暗号化した文様で刻まれており、水晶の獅子と2つ揃えた時にその解読が可能とされている。
水晶の獅子（すいしょうのしし）
伝説では、双鷺と同じく豊臣秀吉が作り、獅子堂家に与えられた物。ロケットに加工され、何年もの間、天狗が所有していた。
「六方晶ダイヤモンド」とも呼ばれるロンズデーライトという結晶で作られている。ロンズデーライトは通常は顕微鏡サイズの極小の物で、水晶の獅子のような巨大なサイズの結晶は本来は存在し得ない。美華は、数千年から数万年前の昔に巨大な隕石が世界のどこかに落下し、その衝突によって巨大なロンズデーライトの結晶窟が生み出されたのではないかという仮説を述べている。
水晶の獅子には、ロンズデーライトの結晶窟の場所が暗号化した文様で刻まれており、双鷺と2つ揃えた時にその解読が可能とされている。
獅子堂学園
山間部にある、全寮制の私立学校。大正時代にリーダー育成を目的に創設され、現在でも当時の建物を校舎・学生寮として使用。
中学2年生時点で、高校のカリキュラムも習う等、ハイレベル。部活動も盛んで、数学オリンピックや弁論コンテスト等に限らず、スポーツも全国レベル。
学校周辺は、平均標高500メートルの山に囲まれている。学校敷地内にも広大な森林（通称：獅子堂の森）が広がっており、立ち入り禁止地区には第二次世界大戦による米軍の空襲以来、炎上を続ける炭坑の跡地がある。
阿鼻谷ゼミ
エリート校ではあるが、問題行為により反省室送りとなった生徒のうち、特に問題児が送り込まれるゼミ。実態は、阿鼻谷の監視下で生徒を監禁・再教育している。主に素行不良の生徒（花咲の毒草栽培、蛭子の援助交際など）が送り込まれるが、青戸、貝塚の様に阿鼻谷の逆鱗（敗北者）に触れてしまった者もいる（阿鼻谷を慕う宵鮫のみ例外で自主参加）。
数年以上の隔離も辞さず、ゼミの脱退には卒業証書を得るか退学することだが、どっちも阿鼻谷から下されるもので、本人の希望から出るものではない。その空間は「勝者こそ正しく美しい」と言う阿鼻谷の思想に染まり、女子でも過激な暴力を辞さない環境にある。
学園内ではタブー視され、その名を公然と出すのは憚られる存在。
OB懇親会
名目上は毎年夏に行なわれている同窓会であったが、現在は獅子堂の卒業生である政界や財界の人間が中心となった一種の経済サミットと化している。余興としてゲームも行なわれていたが、阿鼻谷が獅子堂に来てからは獅子堂の代表とゲストによる、多額の金を賭け、時には命を落すかも知れない危険なギャンブルが行なわれるようになった。
ギャンブルの種目は毎回異なっており、1対1ではなく獅子堂代表とゲストの人数に合わせたトーナメント形式となっている。
毎年、獅子堂系列のホテルで行なわれており、作中ではマカオのホテルを貸し切って執り行われている。また、毎年決勝戦の種目は「天使と悪魔（エンジェル・アンド・デビル）」であり、敗者は必ず死んでいるらしい。
エクスタシーフィッシュ
通称ヨガリウオ。この魚は人間などの動物に噛み付いて血を吸う吸血魚だが、吸血の際にあるエキスを注入するため、これに吸血された者は激しい恍惚感を覚えるという特性がある。その効果は1匹だけでもかなりの物であり、複数匹に一斉に噛み付かれようものなら大男でも気絶する程強力だと言われる。OB懇親会のエクスタシージャックにて罰ゲームに利用される。
アビタニの数式
学生時代の阿鼻谷がリーマン予想の解析中に発見した理論。当時の阿鼻谷は、この数式は宇宙を虚無へと返すもので、研究の真相を知れば皆自分を憎むだろうと発言している。最新の研究では「アビタニの数式」は最新式の量子コンピューターを角砂糖1個ほどの体積で再現できる程の理論で、悪用されればこれまで国家機密などを守っていたセキュリティを簡単にハッキングすることも可能で大規模テロなどに繋がりかねないと恐れられている。
ブレイン・スルー・ショット
10ポイント・ポーカーにて、銃で頭部を撃つ際、額の中央を撃ち抜いて「大脳縦裂」と呼ばれる右脳・左脳の隙間を貫通させ、脳を傷付けずに生還する手段。銃の構造上、通常より細い弾を使用しているため、その分貫通力は高くなっていることを利用した方法。名付け親は杜夢。
絞り
カードを端から少しだけめくって見える模様から考えられるカードを絞って、その中から望みのカードを手にする方法。周の得意技。阿鼻谷曰く、ただのオカルト。
フェニックスのお守り
周がここ一番の大勝負で必ず身に付けていた魔除けのお守り。不死鳥が彫刻されており、周はこのお守りを夢一郎からの伝言を書いた手紙に同封して杜夢に託した。このお守りは、フェニックスの胴体部を強く握ると内部から針が飛び出して指を刺し、針に仕込まれた特殊な蛇毒が注入される仕掛けになっている。この毒は、周が調合した即効性の神経毒で、体内に入れば即座に心臓が心室細動を起こし、放っておけば数分で死に至る猛毒である。これは決勝で阿鼻谷と闘うことになった杜夢に授けた秘策で、電気椅子で高圧電流を流される前に毒により心臓を停止させ、そこに強力な電気ショックを与えることにより、医療用のAEDを使用した時のように心室細動が取り除かれ心拍が再開されるかも知れないというものである。効果が保障されない危険な賭けであるが、阿鼻谷に挑む以上はこれに賭けるしかないとして、杜夢に伝えられた。

## 備考
- 近年開始した作品としては珍しく表紙や巻頭カラーの比率が高い。また、2009年にはコンビニコミック版・秋田トップコミックスWIDEから、ブラックジャック編とビリヤード編をまとめたワイド版が発売された。
- 単行本では作中でのゲーム内容などに関する説明や補足が、原作者による後書きで掲載されている（巻によってはページ数の都合で掲載されていない）。尚、後書きに代わり作中の展開の補足が掲載された巻もある。
  - 最終巻では作画の山根と共に原作の青山が作中のキャラを描いた番外編が掲載されている。
- 単行本の表紙は基本的に女性キャラが描かれており(表紙によっては2人[2]や4人登場することもある[3])、主人公の杜夢は最終巻にして初めて表紙を飾った[4]（10巻では阿鼻谷が表紙を飾っており[5]、水原とオマハは中央ではないものの表紙に登場したことがある）。

## 書誌情報
- 原作：青山広美、作画：山根和俊『ギャンブルフィッシュ』秋田書店〈少年チャンピオン・コミックス〉、全19巻
  1. 2007年6月8日発売、ISBN 978-4-253-20911-3
  2. 2007年9月7日発売、ISBN 978-4-253-20912-0
  3. 2007年11月8日発売、ISBN 978-4-253-20913-7
  4. 2008年2月8日発売、ISBN 978-4-253-20914-4
  5. 2008年5月8日発売、ISBN 978-4-253-20915-1
  6. 2008年6月6日発売、ISBN 978-4-253-20916-8
  7. 2008年7月8日発売、ISBN 978-4-253-20917-5
  8. 2008年9月8日発売、ISBN 978-4-253-20918-2
  9. 2008年11月7日発売、ISBN 978-4-253-20919-9
  10. 2009年1月8日発売、ISBN 978-4-253-20920-5
  11. 2009年4月8日発売、ISBN 978-4-253-20944-1
  12. 2009年6月8日発売、ISBN 978-4-253-20945-8
  13. 2009年8月7日発売、ISBN 978-4-253-20946-5
  14. 2009年11月6日発売、ISBN 978-4-253-20947-2
  15. 2010年1月8日発売、ISBN 978-4-253-20948-9
  16. 2010年3月8日発売、ISBN 978-4-253-20949-6
  17. 2010年5月7日発売、ISBN 978-4-253-20950-2
  18. 2010年7月8日発売、ISBN 978-4-253-20951-9
  19. 2010年9月8日発売、ISBN 978-4-253-20952-6
- 『ギャンブルフィッシュ ブラック・ジャック&ナインボール編』秋田書店〈秋田トップコミックスWIDE〉、全1巻
  1. 2009年2月発売、ISBN 978-4-253-24641-5